# Саранская ТЭЦ-2
Саранская ТЭЦ-2 — предприятие энергетики, расположенное в промышленной зоне северной части города Саранск (республика Мордовия), входящее в состав Мордовского филиала ПАО «Т Плюс».
Основной функцией ТЭЦ является производство электрической и тепловой энергии. ТЭЦ обеспечивает отопление и горячее водоснабжение Центральной и Северо-восточной частей города, отпускает пар в Северный и Центральный промышленные районы.

## История
Саранская ТЭЦ-2 запущена в эксплуатацию в декабре 1958 года. Расположена на северной окраине города. В 1980 г. на станции была заменена проектная схема ХВО (химическое обессоливание) на испарительную установку термического обессоливания (схема МЭИ). В 1993 году на станции была введена в строй опытная промышленная установка по очистке речной воды реки Инсар, на которой расположена ТЭЦ. В связи с заменой в 1997 г. турбоагрегата с установкой турбины ПТ-65/75 потребовалась реконструкция пароперегревателя котлов ПК-19 с переводом на температуру пара 540°С, что и было в последующем выполнено.
В 1973—1976 годах энергетические котлы ПК-19 и ТП-47 были переведены на сжигание природного газа.

## Основные характеристики
Установленная электрическая мощность Саранской ТЭЦ-2 составляет 280 МВт, установленная тепловая мощность — 744 Гкал/ч (в том числе по пару — 120 Гкал/ч, по горячей воде — 624 Гкал/ч).
В 2012 году среднегодовая располагаемая мощность составила 245,2 МВт, выработка электроэнергии — 1116,8 млн кВт⋅ч, отпуск тепла внешним потребителям — 1793,0 тыс. Гкал.
Электростанция располагается в дефицитном энергоузле, работает в основном в базовом режиме по тепловому графику.

## Перечень основного оборудования
| Агрегат                              | Тип             | Изготовитель                                     | Количество | Ввод в эксплуатацию             | Основные характеристики | Основные характеристики | Источники |
| Агрегат                              | Тип             | Изготовитель                                     | Количество | Ввод в эксплуатацию             | Параметр                | Значение                | Источники |
| ------------------------------------ | --------------- | ------------------------------------------------ | ---------- | ------------------------------- | ----------------------- | ----------------------- | --------- |
| Оборудование паротурбинных установок |                 |                                                  |            |                                 |                         |                         |           |
| Паровой котёл                        | ПК-19           | Подольский завод имени Орджоникидзе              | 4          | 1958 г. 1959 г. 1960 г. 1962 г. | Топливо                 | газ                     | [ 5 ]     |
| Паровой котёл                        | ПК-19           | Подольский завод имени Орджоникидзе              | 4          | 1958 г. 1959 г. 1960 г. 1962 г. | Производительность      | 150 т/ч                 | [ 5 ]     |
| Паровой котёл                        | ПК-19           | Подольский завод имени Орджоникидзе              | 4          | 1958 г. 1959 г. 1960 г. 1962 г. | Параметры пара          | 101 кгс/см2, 540 °С     | [ 5 ]     |
| Паровой котёл                        | ТП-47           | Таганрогский котельный завод «Красный котельщик» | 2          | 1966 г. 1967 г.                 | Топливо                 | газ                     | [ 5 ]     |
| Паровой котёл                        | ТП-47           | Таганрогский котельный завод «Красный котельщик» | 2          | 1966 г. 1967 г.                 | Производительность      | 230 т/ч                 | [ 5 ]     |
| Паровой котёл                        | ТП-47           | Таганрогский котельный завод «Красный котельщик» | 2          | 1966 г. 1967 г.                 | Параметры пара          | 101 кгс/см2, 540 °С     | [ 5 ]     |
| Паровой котёл                        | ТГМЕ-464        | Таганрогский котельный завод «Красный котельщик» | 2          | 1978 г. 1979 г.                 | Топливо                 | газ                     | [ 5 ]     |
| Паровой котёл                        | ТГМЕ-464        | Таганрогский котельный завод «Красный котельщик» | 2          | 1978 г. 1979 г.                 | Производительность      | 500 т/ч                 | [ 5 ]     |
| Паровой котёл                        | ТГМЕ-464        | Таганрогский котельный завод «Красный котельщик» | 2          | 1978 г. 1979 г.                 | Параметры пара          | 140 кгс/см2, 560 °С     | [ 5 ]     |
| Паровая турбина                      | ПТ-65/75-90/13  | Ленинградский металлический завод                | 1          | 1999 г.                         | Установленная мощность  | 60 МВт                  | [ 5 ]     |
| Паровая турбина                      | ПТ-65/75-90/13  | Ленинградский металлический завод                | 1          | 1999 г.                         | Тепловая нагрузка       | 164 Гкал/ч              | [ 5 ]     |
| Паровая турбина                      | Т-100/120-130-3 | Уральский турбинный завод                        | 2          | 1977 г. 1979 г.                 | Установленная мощность  | 110 МВт                 | [ 5 ]     |
| Паровая турбина                      | Т-100/120-130-3 | Уральский турбинный завод                        | 2          | 1977 г. 1979 г.                 | Тепловая нагрузка       | 175 Гкал/ч              | [ 5 ]     |
| Водогрейное оборудование             |                 |                                                  |            |                                 |                         |                         |           |
| Водогрейный котёл                    | ПТВМ-100        | Дорогобужский котельный завод                    | 1          | 1972 г.                         | Топливо                 | газ                     | [ 5 ]     |
| Водогрейный котёл                    | ПТВМ-100        | Дорогобужский котельный завод                    | 1          | 1972 г.                         | Производительность      | 100 Гкал/ч              | [ 5 ]     |